# Dombhát (Ukrajna)
Dombhát (ukránul: Стебний) falu Ukrajnában, Kárpátalján, a Rahói járásban.

## Fekvése
Rahótól északkeletre, Feketetiszától keletre fekvő település.

## Nevének eredete
A Sztebna helységnév ruszin víznévi eredetű (1725: Sztebnik fl.), a pataknév a rusz. nyj.-i степа>степень>стебень ’szikla, hegy’ főnév nőnemű melléknévképzős származéka, jelentése ’Sziklás, hegyes (patak)’. A magyar Dombhát az eredeti név alapján 1904-ben a helységnévrendezéskor jött létre. A hivatalos ukrán Стебний a történelmi név hímnemű változata.

## Története
Nevét 1725-ben Sztebnik néven említették. Későbbi névváltozatai: 1828-ban Sztebnyi, 1851-ben Sztebnyi, 1863-ban Stebna, Stepna Bach, 1892-ben Sztebna, 1898-ban Sztebnya, 1907-ben, 1918-ban Dombhát (hnt.), 1944-ben Dombhát, Стебнa, 1983-ban Стебний, Стебный (Zo).
2020-ig közigazgatásilag Feketetiszához tartozott.